# Meilleur espoir féminin
Meilleur espoir féminin è un film del 2000 diretto da Gérard Jugnot.